# イラリオン (キエフと全ルーシの府主教)

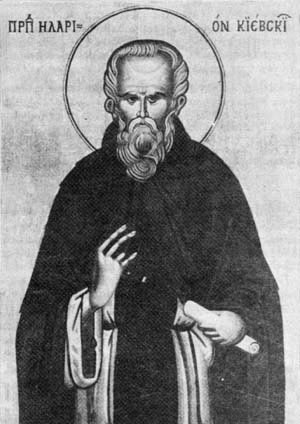
イラリオン

イラリオン（古ルーシ語: Иларионъ、? - 1054年）は、キエフと全ルーシの府主教（在位: 1051年 - 1054年）。ルーシ人初のキエフと全ルーシの府主教。それまではすべてギリシャ人が就任していた。

## 経歴
府主教就任以前は、キエフ近郊にある公所有のベレストヴォ村にあった聖使徒教会にて修道司祭を勤めていた。当時の上流社会の一員であったようであり、恐らくは名門の出身。高い教養で当時知られており、1048年頃にフランス宮廷への使節に参加した。しかし要職に就く以前には隠修士であった。後代のペチェルスキー修道院聖者列伝等によれば、後にペチェルスキー修道院が建設される場所の地下洞窟で隠修士として修行をしていたとされる。
1050年にギリシア人府主教フェオペンプトが亡くなると、教会の問題で東ローマから距離を置こうとする大公ヤロスラフ1世の意向に従い、1051年にルーシの教会会議はイラリオンを府主教に選んだ。
1052年にはヤロスラフが建設した聖ゲオルギー修道院内にあった石造の聖ゲオルギー教会を献堂した。
1054年、ヤロスラフの後を追うように、イラリオンも亡くなった。

## 事蹟
新約聖書のみならず、ユダヤ教の聖典でもあった旧約聖書を巧みに利用してユダヤ教を批判しキリスト教を讃えた「律法と恩寵についての講話」が彼の著作では最もよく知られる。その他、数編の説教を残している。